# Roberto de Visiani
Roberto de Visiani (né le 9 avril 1800 à Šibenik, aujourd'hui en Croatie, et mort le 4 mai 1878 à Padoue) était un botaniste italien du XIXe siècle.

## Œuvres
- Della vita e degli scritti di Francesco Bonafede, 1845

## Biographie
Vis. est l’abréviation botanique standard de Roberto de Visiani.
Consulter la liste des abréviations d'auteur en botanique ou la liste des plantes assignées à cet auteur par l'IPNI, la liste des champignons assignés par MycoBank, la liste des algues assignées par l'AlgaeBase et la liste des fossiles assignés à cet auteur par l'IFPNI.